# Раздорово
Раздорово — деревня в Смоленском районе Смоленской области России. Входит в состав Пригорского сельского поселения. Население — 25 жителей (2010 год).
Расположена в западной части области в 8 км к юго-востоку от Смоленска, в 4 км восточнее автодороги А141 Орёл — Витебск. В 2,5 км северо-восточнее деревни расположена железнодорожная станция Тычинино на линии Смоленск — Рославль. 

## История
В годы Великой Отечественной войны деревня была оккупирована гитлеровскими войсками в июле 1941 года, освобождена в сентябре 1943 года. 